# Vankant

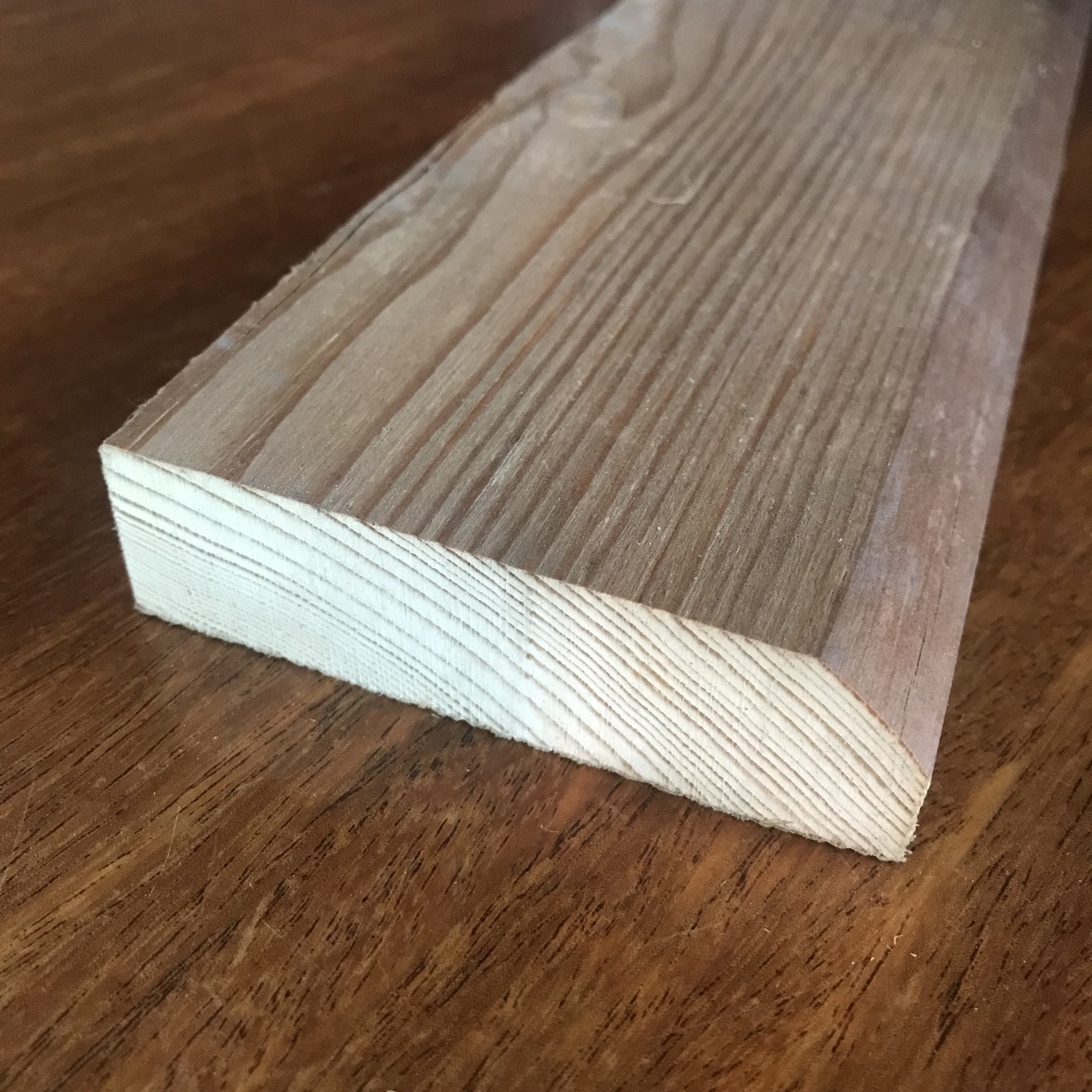
Virke med en vankant.

Vankant är en kant på en bräda där man ser stockens rundning.
Beroende på den virkeskvalitet som eftersträvas sågas större eller mindre delar bort i ett kantverk. De ribbor som då frånskiljs går oftast till en huggmaskin som gör flis av dem.
Virke med vankant återfinns ofta i lador och andra byggnader varest väggars utseende inte är viktigt. På gammalt grovsågat virke kan bark sitta kvar på vankanten.
Ofta har endast en del av en kant på en bräda denna ofullkomlighet; detta beror på att stocken som brädan sågades ur hade en inbuktning.
Felfri kant – motsatsen till vankant – kallas fullkant.